# Емілі Бронте
Е́мілі Бро́нте (англ. Emily Brontë, МФА: /ˈbrɒnti/, 30 липня 1818 — 19 грудня 1848) — англійська письменниця та поетеса, авторка роману «Буремний перевал».
Емілі — середня з трьох сестер Бронте. Вона публікувалася під псевдонімом Елліс Белл. За своє коротке життя опублікувала тільки збірку поезій зі своїми сестрами: «Поезії Каррер, Елліс та Ектон Белл» та роман «Буремний перевал», завдяки якому стала значною постаттю в англійській літературі.

## Життєпис
Народилася у Торнтоні, що неподалік від Бредфорда в Йоркширі, в родині Марії Бранвелл та Патріка Бронте п'ятою із шістьох дітей. У 1824 сім'я переселилася в Гаворт, де батько отримав парафію.
Після смерті матері старших сестер Марію, Елізабет та Шарлотту відіслали в школу для доньок священників у Ковен-Бриджі  (Cowan Bridge), де їм довелося скрутно. Пізніше Шарлотта Бронте описала приниження й нестатки, що їй довелося витерпіти в школі, у романі «Джейн Ейр». Емілі теж була в цій школі, але дуже недовго: почалася епідемія тифу, Марія та Елізабет заразилися. Марію, хвору на туберкульоз, відіслали додому, де вона померла. Після цього зі школи забрали також і Шарлотту, Елізабет та Емілі. Елізабет померла вже вдома.

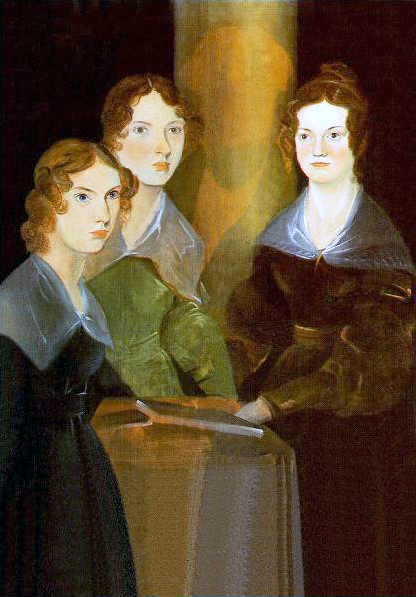
Три сестри Бронте. Картина, намальована Бранвеллом Бронте у 1834. Зліва направо: Енн, Емілі, Шарлота. Сам Бранвелл спочатку намалював себе між Емілі та Шарлотою, але пізніше замалював своє зображення.

Надалі три сестри та брат Патрік Бранвелл виховувалися дома батьком та тіткою Елізабет Бранвелл. У вільний час діти любили створювати для себе вигадані світи, в яких діяли іграшкові солдатики, і писати оповідки про ці світи.
У 17 років Емілі навчалася в школі Роу-Гед для дівчат, у якій викладала Шарлотта, але змогла витримати там лише три місяці, після чого її охопила нестримна туга за домівкою. Вона повернулася додому, а до школи замість неї поїхала Анна. Метою дівчат у ці часи було отримати достатню освіту для того, щоб відкрити власну школу для дівчат.
Емілі стала вчителькою в школі Ло-Гілл у Галіфаксі з вересня 1838, у віці 20 років. 17-годинний робочий день підірвав її здоров'я, і вона повернулася додому у квітні 1839. Після цього жила з батьком, куховарячи, прибираючи й викладаючи у недільній школі. У вільний час вивчила німецьку й вчилася грати на піаніно.

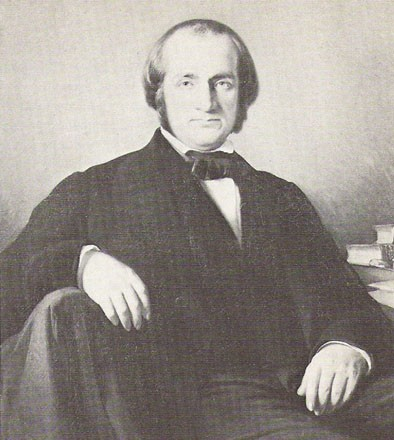
Константен Егер, учитель Шарлоти та Емілі під час їхнього перебування в Брюсселі. Дагеротип приблизно 1865 року

У 1842 Емілі поїхала з Шарлоттою до Брюсселя для навчання в академії для дівчат Константена Егера. Вони бажали покращити свої знання французької та німецької, що знадобилося б для власної школи. Сестри повернулися додому після смерті тітки. Дома вони нарешті відкрили школу для дівчат, але не змогли привабити учениць у своє глухе село.
1844 року Емілі почала переглядати свої вірші й акуратно переписала їх у два зошити. Восени 1845 року Шарлотта знайшла зошити й стала вимагати публікації віршів. Спочатку Емілі розлютилася через те, що сестра читала її особисті записи, але Енн зізналася, що теж потай пише вірші, і принесла свої. У 1846 вірші трьох сестер опубліковані під псевдонімами (через стереотипи щодо жіночої літератури, які побутували в той час) у збірці «Поезії Каррера, Елліса та Ектона Беллів». Шарлотта пізніше писала, що вони навмисне обрали виразно чоловічі імена, щоб розвіяти будь-яке упередження щодо статі авторів. Збірка, складена майже повністю з віршів Емілі, отримала погану критику, що підштовхнуло сестер до романістики.
Єдиний роман Емілі Бронте «Буремний перевал» (Wuthering Heights) вийшов друком 1847 року у двох томах у комплекті з трьох томів. Третя книга містила роман «Агнес Грей» Анни. Незвичайна, новітня побудова розповіді здивувала критиків. Хоча перші відгуки були як позитивні, так і негативні, роман часто ганили за змалювання «аморального почуття», все ж згодом книга набрала статусу класичного твору англійської літератури. У 1850 Шарлотта відредагувала роман і видала його окремим томом під власним ім'ям Емілі.
Здоров'я Емілі, як і її сестер, погіршилося через антисанітарні умови життя — джерело води було забруднене стоками із цвинтаря. Емілі простудилася на похоронах брата у вересні 1848. Незабаром їй стало гірше, але вона відмовлялася від медичної допомоги й ліків, говорячи, що не потерпить лікаря-отруювача. Емілі Бронте померла 19 грудня 1848 у 30 років, похована у родинному склепі в церкві св. Михаїла та Всіх Ангелів у Гаворті.

## Образ у літературі
Дитинство Емілі та її сестер описане у книзі для дітей «Володимир Лис про Сократа, Данила Галицького, Фернандо Маґеллана, Ісаака Ньютона, Шарлотту, Емілі, Енн Бронте» / В. Лис — Київ : Грані-Т, 2008. — 136 сторінок — Серія «Життя видатних дітей». — ISBN 978-966-465-159-9.

## Переклади українською
- Бронте Е. Буремний перевал / переклад Елли Євтушенко. — К. : Знання, 2018. — 414 с. — (серія "English Library") — ISBN 978-617-07-0573-0.